# 멤피스 랩
멤피스 랩(Memphis rap), 멤피스 힙합(Memphis hip hop), 또는 멤피스 호러코어(Memphis horrorcore)로 알려진 장르는 1990년대 초 미국의 테네시 주 멤피스에서 시작된 힙합 음악의 하위 장르이다. 그것은 종종 적은 예산으로 특징지어져 왔으며, Roland TR-808 드럼 머신과 최소한의 신스 멜로디를 활용한 반복적인 제작과 가끔씩 들리는 로파이(Lo-fi)한 음악 사운드가 특징이다. 이 장르는 일반적으로 더블 타임 랩 플로우와 소울 뮤직, 펑크, 공포 영화 악보, 클래식 음악 등 다양한 샘플과 같은 장르의 관련 래퍼들의 곡의 후크를 특징으로 한다.
멤피스 아티스트들은 독립적인 레이블로 음반을 발매했다. 뉴욕과 로스앤젤레스의 힙합 장면의 지배는 남부 예술가들이 다른 지역들과 경쟁하기 위해 언더그라운드 스타일과 사운드를 형성하도록 강요했다. 아티스트들은 클럽 장면과 믹스테이프를 통해 그들의 음악을 홍보하는 풀뿌리 접근법을 사용했다.
DJ 스페니쉬 플라이(Spanish Fly)는 일반적으로 이 장르의 선구자 중 한 명으로 언급되며,1980년대 일렉트로닉 펑크(electro-funk)와 그 후 10년간 강력했던 갱스터 랩 사이의 가교 역할을 했다.
멤피스 랩과 관련된 다른 초기 아티스트 및 그룹에는 티록(T-Rock), 시록(C-Rock), 갱스터 팻(Gangsta Pat), 라챗(La Chat), 스키마스크 트로파즈(Skimask Troopaz), 기미섬 패밀리(Gimisum Family), 프로젝트 팻(Project Pat]), 토미 라이트 III(Tommy Wright III), 로코 프린세스(Princess Loko), 베이비 오지(Baby OG), 아이 톤(II Tone), DJ 스퀴크(DJ Squeeky), 디제이 지라크(DJ Zirk), 디제이 사운드(DJ Sound), 블랙아웃(Blackout), 플레이야 플라이(Playa Fly), 갱스터 부(Gangsta Boo), 알 카포네(Al Kapone), 멘칼 워드 클릭(Mental Ward Click), 엠씨 맥(MC Mack), 릴 노이드(Lil Noid)등이 있다. 그 중 투 & 엠제이쥐(ll & MJG)와 쓰리 식스 마피아는 상대적으로 상업적인 성공을 거두었다. 쓰리 식스 마피아의 "Mystic Stylez"와 그룹 멤버들의 다른 발매작들, 예를 들어 DJ 폴(DJ Paul)과 로드 디스코피드(Lord Infamous) 같은 DJ Spanish Fly의 초기 믹스테이프, 릴 노이드의 편집증적 펑크가 이 장르의 발전에 특히 영향을 끼쳤다.

## 영향력과 현대적인 소리
주로 언더그라운드 힙합 장르에 머무르지만, MP3 블로그에서 컬트적인 추종자들을 얻었고, 릴 어글리 메인, 덴젤 커리, 스페이스고스트퍼프와 같은 래퍼들과 크렁크, 트랩 음악, 펑크, 지펑크의 등장에 영향을 미쳤다.

## 아티스트 (국내)
- 비프리
- 권기백
- KING SOUTH G
- BUSYNESSBOY
- IAMMONEY

## 아티스트 (국외)
- DJ 스패이니쉬 플라이
- 쓰리 식스 마피아의 멤버 (DJ 폴, 쿱스타 니카, 갱스타 부 등)
- 라 쳇
- 인도 쥐
- 수어사이드보이즈
- Germ (래퍼)
- 고스트메인
- 푸야
- 릴 어글리 메인
- 본즈 (래퍼)
- 덴젤 커리

## 같이 보기
- 멤피스 (테네시주)
- 미국 남부의 문화